# Assassin's Creed (videojuego)
Assassin's Creed es un videojuego de acción-aventura de mundo abierto y sigilo en tercera persona desarrollado por Ubisoft Montreal y publicado por Ubisoft.  Es la primera entrega de la serie Assassin's Creed. El videojuego fue lanzado para PlayStation 3 y Xbox 360 en noviembre de 2007. En abril de 2008, se lanzó una versión para Microsoft Windows titulada Assassin's Creed: Director's Cut Edition que contenía contenido adicional.
La trama está ambientada en una historia ficticia de eventos del mundo real, que tiene lugar principalmente durante la Tercera cruzada en Tierra Santa en 1191. El personaje del jugador es un hombre moderno llamado Desmond Miles, que a través de una máquina llamada Animus, revive los recuerdos genéticos de su antepasado, Altaïr Ibn-La'Ahad. A través de este dispositivo de la trama, surgen detalles sobre una lucha milenaria entre dos facciones: la Hermandad de los Asesinos (inspirada en la Orden de los Asesinos de la vida real), que lucha por preservar la paz y el libre albedrío, y la Orden de los Templarios (inspirada en la orden militar de los Caballeros Templarios), que busca establecer la paz a través del orden y el control. Ambas facciones luchan por poderosos artefactos de misteriosos orígenes conocidos como Piezas del Edén para obtener una ventaja sobre la otra. La parte del siglo 12 de la historia sigue a Altaïr, un asesino, que se embarca en una búsqueda para recuperar su honor, después de fracasar en una misión para recuperar uno de esos artefactos de los templarios; lo hace encontrando y asesinando a nueve objetivos en Tierra Santa.
El jugador se centra en usar las habilidades de combate, sigilo y parkour de Altaïr para derrotar a los enemigos y explorar el entorno. El juego cuenta con combates hack And Slash basados en contraataques, sigilo social (la capacidad de usar multitudes de personas y el entorno para esconderse de los enemigos) y un gran mundo abierto que comprende varias regiones de Tierra Santa, principalmente las ciudades de Masyaf, Jerusalén, Acre y Damasco, todas las cuales han sido recreadas con precisión para adaptarse al periodo del juego. Si bien la mayor parte del juego tiene lugar dentro de una simulación basada en los recuerdos de Altaïr, el jugador ocasionalmente se verá obligado a salir del Animus para jugar como Desmond en la actualidad. Aquí, se limitan a explorar una pequeña instalación de laboratorio, ya que Desmond ha sido secuestrado por una corporación sombrilla que busca información específica dentro de los recuerdos de Altaïr que promueva sus enigmáticos objetivos.
Tras su lanzamiento, Assassin's Creed recibió críticas generalmente positivas, con críticos elogiando su narración, imágenes, diseño artístico y originalidad, mientras que las críticas se centraron principalmente en la naturaleza repetitiva de su jugabilidad. Assassin's Creed ganó varios premios en el E3 de 2006, y varios premios de fin de año después de su lanzamiento. El juego dio lugar a dos spin-offs: Assassin's Creed: Altaïr's Chronicles (2008) y Assassin's Creed: Bloodlines (2009), que excluyen el aspecto moderno y se centran por completo en Altaïr. Una secuela directa, Assassin's Creed II, Fue lanzada en noviembre de 2009. La secuela continúa la narrativa moderna siguiendo a Desmond, pero introduce una nueva historia ambientada durante el Renacimiento Italiano a finales del siglo XV y el nuevo protagonista, Ezio Auditore da Firenze. Desde el lanzamiento y con el éxito de Assassin's Creed II, se han lanzado juegos posteriores con varios otros Assassins y otros.

## Argumento
En 2012, Desmond Miles, un camarero, es secuestrado por Industrias Abstergo. Allí se ve obligado a interactuar con el Animus, un dispositivo que es capaz de reproducir los recuerdos en la memoria genética de los antepasados del usuario. En el caso de Desmond, buscan información sobre su antepasado Altaïr Ibn-La'Ahad, un asesino de la orden Hashsha-shin en la época de la Tercera Cruzada. Dentro del Animus, las memorias de Altaïr revelan que él estaba tratando de impedir a Robert de Sablé tomar un artefacto de un templo, pero rompió los tres principios de la Hermandad de Asesinos en el proceso. El líder de la Hermandad, Al Mualim, degrada a Altaïr al rango de novicio, y le asigna la tarea de asesinar a nueve personas, todos ellos templarios, para recuperar su antiguo estatus.
A medida que Altaïr completa los asesinatos, descubre que cada uno era miembro de los templarios en búsqueda de "Fragmentos del Eden" en la zona, artefactos similares al de que "de Sable" intento robar. Al encontrar a "de Sable" fuertemente custodiado, descubre que era en realidad María, la ayudante de "de Sable", disfrazada con su armadura. Ella exige que termine el asesinato, pero él la perdona. Altaïr se entera de la ubicación de "de Sable", y lo encuentra delante del rey Ricardo y lo acusa de traición con los templarios. El rey Ricardo hace que los dos combatan y deja que Dios decida quién está diciendo la verdad. Altaïr eventualmente mata a "de Sable", quien en su último aliento, revela la existencia de un décimo Templario: Al Mualim. Al regreso a la hermandad, Altaïr encuentra a Al Mualim en posesión de la Manzana del Edén que es capaz de controlar las mentes de las personas. Altaïr se ve obligado a luchar en camino contra personas inocentes y asesinos bajo el control de Al Mualim (con la ayuda de otros asesinos que siguen fieles al credo) para llegar a Al Mualim, y entra en batalla con él. Altaïr finalmente ve a través de los trucos que Al Mualim crea al utilizar el artefacto, y lo mata. Al acercarse al artefacto, Altaïr se sorprende al descubrir que muestra una proyección de la Tierra marcando varios puntos alrededor del globo.
En este punto, Desmond es sacado del Animus, ya que sirvió para su propósito. Él llega al saber que Abstergo es una fachada para los templarios de hoy en día. Abstergo está ahora listo para utilizar las ubicaciones en el mapa visto por Altaïr para encontrar más piezas del Edén, creyendo que deben recoger los artefactos para controlar la población mundial con el fin de evitar el fin del mundo previsto para 2012. La vida de Desmond es salvada por Lucy Stillman, una miembro de los Asesinos haciéndose pasar como una científica de Abstergo. Una vez solo en su habitación bajo llave, Desmond descubre (a través del "efecto de sangrado" de su tiempo transcurrido en el Animus) que puede observar numerosos mensajes con sangre en las paredes y el suelo dejados por sujeto de prueba anterior (Sujeto 16) los cuales predicen el fin del mundo.

## Sistema de Juego
Assassins Creed es un videojuego de aventura de acción y de sigilo en la que el jugador sobre todo asume el papel de Altaïr, experimentado por el protagonista Desmond Miles. El objetivo principal del juego es llevar a cabo una serie de asesinatos ordenados por Al Mualim, el líder de los asesinos. Para lograr este objetivo, el jugador debe recorrer desde la sede de la Hermandad en Masyaf, a través del terreno de Tierra Santa, conocido como el reino a uno de tres ciudades de Jerusalén, Acre o Damasco para encontrar el agente de la Hermandad en esa ciudad. Allí, el agente, además de proporcionarle una casa de seguridad, da el conocimiento mínimo al jugador sobre el objetivo, y le exige llevar a cabo otras misiones de reconocimiento antes de intentar el asesinato. Estas misiones son: de espionaje, interrogatorio, hurto y tareas de informantes y asesinos del compañero. Además, el jugador puede tomar parte en cualquier número de objetivos secundarios en estos entornos abiertos del mundo, incluyendo escalar altas torres para trazar la ciudad, y salvar a los ciudadanos que están siendo amenazados o acosados por los guardias de la ciudad. Hay también varias misiones secundarias que no hacen avanzar la trama, como cazar y matar a templarios y coleccionar banderas. Después de completar cada serie de asesinatos, el jugador regresa de nuevo a la Hermandad y recompensado con una mejor arma y luego se le da otra serie de objetivos, al irse se puede seleccionar el orden de los objetivos.
Se hace consciente al jugador de lo visible que Altaïr esta a los guardias enemigos, así como el estado actual de alerta en el área local a través del "icono de estatus social". Para llevar a cabo muchos de los asesinatos y otras tareas, el jugador debe tener en cuenta el uso de los comandos que se distinguen por su tipo de perfil. Comandos de bajo perfil permiten que Altaïr: se mezcle en multitudes cercanas, pasar entre otros ciudadanos, u otras tareas no amenazantes que pueden ser utilizadas para ocultar y reducir el nivel de alerta, el jugador también puede usar la daga oculta de Altaïr para intentar asesinatos de perfil bajo . Comandos de alto perfil son más evidentes e incluyen: correr, escalar las paredes de los edificios para subir a miradores más altos, y atacar enemigos; el llevar a cabo de estas acciones en determinados momentos puede elevar el nivel de alerta de los guardias en el área. Una vez que la zona esté en alerta máxima, las multitudes corren y se dispersan, mientras que los guardias intentan perseguir y derribar a Altaïr; para reducir el nivel de alerta, el jugador debe controlar a Altaïr para romper la línea de visión de los guardias y luego encontrar un lugar para ocultarse, tal como un pajar o jardines en las azoteas, o mezclarse con los ciudadanos que están sentados en las bancas o entre monjes que vayan caminando cerca. Si el jugador no es capaz de escapar de los guardias, puede pelear contra ellos utilizando ataques con su espada.
La salud del jugador es descrita como el nivel de "sincronización" entre Desmond y las memorias de Altaïr; si Altair sufren lesiones, se representan como una desviación de los acontecimientos reales de la memoria, en lugar de daño físico. Si se pierde toda la sincronización, la memoria actual que Desmond está experimentando se reiniciará en el último punto de control. Cuando la barra de sincronización se llena, el jugador tiene la opción adicional de utilizar su "Vista de Águila", que permite que la computadora al renderizar resalte todos los caracteres visibles en los colores correspondientes de si es un aliado (azul), enemigo (rojo) o incluso el objetivo del asesinato (dorado). Debido a que las memorias de Altaïr son "renderizadas" por la computadora del Animus, el jugador puede experimentar "problemas técnicos" en la representación del mundo histórico, lo que puede ayudar al jugador para identificar objetivos, o pueden ser utilizadas para alterar el punto de vista durante las secuencias programadas del juego y cuando el jugador debe reaccionar lo suficientemente rápido cuando aparecen.

## Reparto de personajes
- Kristen Bell como Lucy Stillman.
- Philip Shahbaz como Altaïr Ibn-La'Ahad.
- Nolan North como Desmond Miles y Abbas Sofian.
- Phil Proctor como Warren Vidic.
- Peter Renaday como Al Mualim.
- Haaz Sleiman como Malik Al-Sayf y los guardias.
- Alain Benatar como el líder de Acre y los guardias.
- Carlos Ferro como el líder de Damasco y los guardias.
- Jean-Philippe Dandenaud como Robert de Sablé.
- Ammar Daraiseh como Tamir Bin Musa.
- Hubert Fielden como Garnier de Naplouse.
- Jake Eberle como Talal, Masun, Rauf y Kadar Al-Sayf.
- Harry Standjofski como Guillermo de Montferrato y el informador de Damasco.
- Fred Tatasciore como Jubair Al-Hakim, Abu'l Nuqund y el objetivo de interrogatorio de Jerusalén.
- Richard Cansino como Majd Addin.
- Arthur Holden como Meister Sibrand.
- Eleanor Noble como Maria Thorpe.
- Marcel Jeannin como Ricardo I de Inglaterra.
- Jennifer Seguin como la voz del Animus.
- Shawn Baichoo como el informador de Damasco y de Acre.
- Susan Glover como ciudadanos de Acre.
- Zuhair Haddad como el informador de Masyaf y de Damasco.
- Francisco Randez como Desmond Miles.

Las voces adicionales fueron realizadas por:
- Shirin Amini.
- Aclan Bates.
- Charles Bender.
- Noel Burton.
- Julian Casey.
- Ida Darvish.
- Anne Day-Jones.
- Isabelle Gaumont.
- Matt Holland.
- Greg Kramer.
- Steve Kramer.
- Pauline Little.
- Ghassen Mashini.
- John Mounsteven.
- Tony Robinow.

## Desarrollo
Después de completar Prince of Persia: The Sands of Time, Patrice Désilets fue encargado de comenzar a trabajar en el próximo juego de Prince of Persia. El juego comenzó a ser creado bajo el título de "Prince of Persia: Assassin", inspirada en la vida de Hasan-i Sabbah. Désilets pensó que un príncipe no sería un protagonista interesante, por lo que el príncipe titular sería controlado por la inteligencia artificial del juego, y necesitaba ser rescatado por un asesino controlado por el jugador. Ubisoft no quería un juego de Prince of Persia que no se centrara en el príncipe; el juego fue tornado en una nueva propiedad intelectual, y el personaje del príncipe fue abandonado.
El 28 de septiembre de 2006, en una entrevista con IGN, la productora Jade Raymond confirmó que Altaïr era "un asesino a sueldo medieval con un pasado misterioso", y que él no era un viajero del tiempo. En una entrevista posterior, el 13 de diciembre de 2006, con IGN, Kristen Bell (quien prestó su voz e imagen al juego) habló acerca de la trama. Según la entrevista, la trama se centraría en memoria genética y una corporación que busca descendientes de un asesino.
Raymond también declaró en una entrevista que el juego se inspira en la novela Alamut de Vladimir Bartol.
El 22 de octubre de 2007, en una entrevista con IGN Australia Désilets mencionó que el trepar y el correr del protagonista fueron hechos por "Alex y Richard - los mismos chicos de Prince of Persia".
La voz de Altaïr fue dada por el actor Philip Shahbaz, y su rostro se inspira en el Francisco Randez, un modelo de Montreal. El personaje de Al Mualim se basa aproximadamente en Rashid ad-Din Sinan, que era el líder de la rama siria de los Hashshashin en 1191 y era apodado "el viejo de la Montaña".

### Versión para Windows
Se dio a conocer al público en abril de 2006 que Assassin's Creed iba a estar disponible para Microsoft Windows a través de la plataforma de distribución de software de Valve, Steam. Esta versión del videojuego fue publicada el 8 de abril de 2008 en Estados Unidos. Estas cuatro misiones adicionales fueron incluidas en esta versión: Archer assassination, Rooftop race challenge, Merchant stand destruction challenge y Escort challenge.

## Música
Jade Raymond, productora de Assassin's Creed dijo "Para Assassin's Creed queríamos no solo que se captara la atmósfera macabra de la guerra medieval, sino también ser vanguardista y contemporáneo". La banda sonora fue compuesta por Jesper Kyd en 2007. Seis pistas fueron puestas en disposición en línea para aquellos que han comprado el juego, una contraseña fue dada a la gente para usarla en la sección de la banda sonora de la página web de Ubisoft. Varias pistas también están disponibles para escuchar en la página de MySpace de Kyd y en su web oficial. Las pistas lanzadas en general tienen coro latín arcaico y música orquestal oscura, mientras que la pista "Meditation Begins" cuenta con una especie de Saltarello con un matiz muy lúgubre, oscura, con un ambiente de hombres susurrando en latín. El ambiente en estos temas es por lo que Jesper Kyd es conocida y eficaz in situ. La banda sonora está disponible en varias tiendas de música en línea.
| Assassin's Creed Soundtrack |                               |          |  |
| N.º                         | Título                        | Duración |  |
| 1.                          | «City of Jerusalem»           | 3:11     |  |
| 2.                          | «Flight Through Jerusalem»    | 3:39     |  |
| 3.                          | «Spirit of Damascus»          | 1:31     |  |
| 4.                          | «Trouble in Jerusalem»        | 4:04     |  |
| 5.                          | «Acre Underworld»             | 3:24     |  |
| 6.                          | «Access the Animus»           | 9:34     |  |
| 7.                          | «Dunes of Death»              | 1:46     |  |
| 8.                          | «Masyaf in Danger»            | 3:43     |  |
| 9.                          | «Meditation Begins»           | 2:47     |  |
| 10.                         | «Meditation of the Assassins» | 3:43     |  |
| 11.                         | «The Bureau»                  | 3:12     |  |

Mientras que la canción "The Chosen (Assassin's Creed)" por Intwine con Brainpower se hizo contribuyendo al juego, no apareció en el juego ni su banda sonora. Otras canciones que se utilizaron en las previews y trailers tal como "Teardrop" de Massive Attack y "Lonely Soul" de UNKLE tampoco están presentes en la banda sonora.

## Recepción
El juego recibió críticas generalmente positivas, aunque varias publicaciones como Eurogamer, sin dejar de otorgar puntuaciones decentes juego, señalaron una serie de deficiencias significativas. Eurogamer declaró que el modo de juego "no se desarrolla y finalmente se vuelve un poco aburrido, y bastante sorprendentemente repetitivo". En opinión de Andrew P. de EGM (Kage), escribió que el juego cuenta con "una trayectoria Parkour difícil de escapar..." Famitsu otorgó a la versión de Xbox 360 de Assassin's Creed un 36 (9, 9, 9, 9), mientras que la versión para PS3 recibió un 37 (10, 8, 9, 10) de 40, citando de manera positiva la historia, la presentación y la acrobacia, y criticando el combate de un solo botón, el diseño del mapa, y la cámara. Game Informer otorgó a Assassin's Creed un 9,5 de 10, elogiando el esquema de control, valor de rejugabilidad, y la intrigante historia , pero expreso su frustración por las misiones de recopilación de información que eran "repetitivas". En The Hotlist en ESPNEWS, Aaron Boulding llama el concepto del videojuego de sigilo social "bastante original" y agregó: "Visualmente, los desarrolladores lo lograron". GameTrailers similarmente elogio la historia (dándole una puntuación de 9.7 por su historia), y también cito que el modo de juego era repetitivo y la inteligencia artificial "estúpida" como un tanto sofocante de su potencial. "Assassin's Creed es uno de esos juegos que abre nuevos horizontes, aún falla en lograr algunos fundamentales", dijo Gametrailers. El juego también recibió un 10 de 10 por GamesRadar, y tiene una puntuación en Metacritic de 81. De acuerdo con GamePro, Assassin's Creed tiene una de las "mejores experiencias de juego jamás creadas", si uno está dispuesto a ser "paciente", debido a la falta de acción más rápida. Darren Wells en Hyper elogia el juego por su "gran historia, grandes gráficos y controles intuitivos". Sin embargo, critica por "algunas misiones que no se sienten bien en el PC y su sistema de menús repetitivo".
Las ventas de Assassin's Creed "superaron en gran medida" las expectativas de la editorial. En el Reino Unido, Assassin's Creed debutó en el número uno, superando Call of Duty 4: Modern Warfare de Infinity Ward, la mayoría de las ventas de debut fueron para la Xbox 360, que tomó el 67% de las ventas totales del juego. El 16 de abril de 2009, Ubisoft reveló que el juego había vendido 8 millones de copias hasta esa fecha.

## Secuelas y precuelas
Una precuela del juego, titulada Assassin's Creed: Altaïr's Chronicles por Gameloft, fue lanzada el 5 de febrero de 2008 para Nintendo DS. Una versión deAssassin's Creed: Altaïr's Chronicles también se ha lanzado para el iPhone y la iPod Touch y Java ME, el 23 de abril de 2009, así como para la Palm Pre.
El 21 de enero de 2009, Ubisoft confirmó que Assassin's Creed II estaba en la producción y específico el lanzamiento en el año fiscal 2009-2010 de la compañía. Fue lanzado en los Estados Unidos y Canadá el 17 de noviembre de 2009 y en Europa el 20 de noviembre de 2009.
El 2 de junio de 2009, en su conferencia E3, Sony anunció Assassin's Creed: Bloodlines para la PlayStation Portable con una fecha de lanzamiento del 10 de noviembre de 2009.
En el E3 de 2009, el director creativo de Assassin Creed II, Patrice Désilets, anunció que habría por lo menos una tercera parte del juego.
En un reporte de ganancias el 14 de enero de 2010, Ubisoft confirmó que un juego nuevo de Assassin's Creed sería lanzado antes del final del año fiscal de la empresa en noviembre de 2010, y que tendría a Ezio Auditore como el protagonista del segundo juego. El director general Yves Guillemot dijo que el juego tendría un "componente multijugador". Un teaser trailer para el juego, llamado Assassin's Creed: Brotherhood fue lanzado el 10 de mayo de 2010, y el juego fue anunciado oficialmente en un comunicado de prensa de Ubisoft el 11 de mayo de 2010, fue lanzado el 16 de noviembre de 2010. Según los desarrolladores Brotherhood no es "Assassin's Creed 3", y que la tercera entrega no será protagonizada por un personaje preexistente. Una secuela de Brotherhood, Assassin's Creed: Revelations fue lanzada en noviembre de 2011. Assassin's Creed III salió a finales de 2012, protagonizada por Ratonhnhaké:ton, y se llevó a cabo en los Estados Unidos de 1700. El sexto juego de la serie, titulado Assassin's Creed IV: Black Flag, fue lanzado el 29 de octubre de 2013 mientras que el Assassin's Creed: Unity ya ha salido el 13 de noviembre de 2014 anunciado por Ubisoft, junto con una contra parte en toda la saga: el Assassin's Creed: Rogue. Casi un año más tarde, en concreto el 23 de octubre de 2015, sería lanzado un nuevo título de la serie, bajo el nombre de Assassin's Creed Syndicate. El 27 de octubre de 2017 fue lanzado oficialmente Assassin's Creed: Origins.